# 쿠빌라이 튀르킬마즈
쿠빌라이 "쿠비" 튀르킬마즈(튀르키예어: Kubilay "Kubi" Türkyilmaz, 1967년 3월 4일, 스위스 벨린초나 ~ )는 스위스의 전 국가대표 축구 선수로 터키인 부모 사이에서 태어난 이민 2세다. 그는 1988년 대표팀 데뷔 이후 2001년 페로 제도와의 월드컵 지역예선에서 은퇴할 때까지 62경기에서 활약하면서 총 34골을 넣어 막스 아베글렌과 함께 스위스 축구 국가대표팀 최다골 타이기록을 가지고 있었으며, 이 기록은 2008년 알렉산더 프라이가 경신했다.
그는 1996년 유럽축구선수권대회에서 잉글랜드전에서의 동점골을 기록하기도 하였으며, 스위스 축구팬들의 신망을 얻은 선수였다.

## 수상
갈라타사라이
- 1993-94 1. 리그 우승

 그라스호퍼
- 내셔널리가 A : 1995-96, 1997-98

개인
- 스위스 축구 협회 올 시즌의 선수 : 1995-96, 1996-97, 1997-98